# عبد الملك الأول السعدي
عبد الملك المعتصم بالله السعدي الحسني والملقب بأبو مروان والغازي  هو سلطان سعدي حكم المغرب من 1576 حتى وفاته في معركة وادي المخازن عام 1578. بعد اغتيال والده محمد الشيخ السعدي عام 1557 وما تلاه من صراع على السلطة، اضطر أبو مروان عبد الملك إلى الفرار من أخيه عبد الله الغالب بالله (1557-1574) خارج المغرب ليعيش هناك حتى عام 1576. وفي الفترة اللاحقة حاول أن يعيد إحياء التجارة مع أوروبا وخصوصاً إنگلترة.

## العودة إلى السلطة
دخل عبد الملك المغرب مع العثمانيين سنة 1576، وانتصر في معركة قرب فاس، وبالرغم أن مروان قد أدرك تفوق العثمانيين، إلا أنه استغنى عنهم. وفر المتوكل من المعركة، ودخل عبد الملك فاس سنة 983 هـ وولى عليها أخاه أحمد، ثم ضم مراكش، ففر المتوكل إلى جبال السوس، فلاحقته جيوش عمه حتى فر إلى سبتة، ثم دخل طنجة مستصرخاً بملك البرتغال سبستيان، بعد أن رفض ملك أسبانيا معونته. فحرض المتوكل سبستيان على عميه وبن جلدته، مقابل أن يتنازل له عن جميع شواطئ المغرب. وبعد أن خسر العرش لأبي مروان عبد الملك الأول، استطاع أبو عبد الله محمد الثاني (1574-1576) (ابن أخي أبي مروان عبد الملك) الفرار إلى البرتغال واقناع الملك سباستيان أن يرسل حملة عسكرية ضد المغرب.

### قيادة المعركة
اختار عبد الملك القصر الكبير مقراً لاستعداداته لمواجهة البرتغاليين. الحملة لاقت فشلاً ذريعاً في معركة وادي المخازن عام 1578. أثناء المعركة، توفي أبو مروان عبد الملك، الذي كان مريضاً جداً قبل المعركة. وقد خلفه أحمد المنصور الذهبي.